# إدي فيرماني
إدي فيرماني (بالإيطالية: Eddie Firmani؛ بالإنجليزية: Eddie Firmani) هو لاعب كرة قدم ومدرب كرة قدم جنوب أفريقي وإيطالي في مركز الهجوم، ولد في 7 أغسطس 1933 في كيب تاون في جنوب أفريقيا. شارك مع منتخب إيطاليا لكرة القدم. أما مع النوادي، فقد لعب مع إنتر ميلان وتامبا باي راوديز وتشارلتون أثلتيك ونادي جنوى ونادي سامبدوريا ونادي ساوثيند يونايتد.

## وصلات خارجية
- إدي فيرماني على موقع قاعدة بيانات كرة القدم.إي يو (الإنجليزية)
- إدي فيرماني على موقع ناشيونال فوتبول تيمز (الإنجليزية)
- إدي فيرماني على موقع عالم كرة القدم.نت (الإنجليزية)